# Metaalbrandstof
Metaalbrandstof verwijst naar het inzetten van metaal als brandstof. Het gebruik van metaal als brandstof komt reeds een lange tijd voor, bijvoorbeeld in vuurwerk of in vastebrandstofmotoren in de ruimtevaart. In het kader van de energietransitie wordt onderzocht of metaalbrandstof een duurzame energiedrager kan zijn voor grootschalige energieopwekking en -opslag of de transportsector. Bij de verbranding van metaalbrandstof wordt geen CO2 uitgestoten en het restproduct kan opnieuw worden opgewerkt tot metaalbrandstof.

## Gebruik en hergebruik

### Gebruik
Metalen branden niet gemakkelijk wanneer ze uit grotere stukken bestaan. Wanneer ze echter worden vermalen tot een fijn poeder ontstaat er een veel groter brandoppervlak, waarmee de ontvlambaarheid toeneemt. Zo wordt ijzer- of aluminiumpoeder bijvoorbeeld gebruikt in sterretjesvuurwerk. Door de metaalbrandstof in poedervorm zodanig te controleren dat er een stabiele vlam ontstaat, kan deze energie in de vorm van hitte worden ingezet om verbrandingsmotoren aan te drijven. Metaalbrandstoffen kunnen niet direct in bestaande verbrandingsmotoren worden gestopt, omdat het schurende poeder dan beschadigingen veroorzaakt. Andere opties worden momenteel onderzocht, waaronder externe verbrandingsmotoren of de stoomsystemen die worden gebruikt in kolencentrales.
Na een optimale verdeling van het metaalpoeder door de lucht, bijvoorbeeld door middel van een elektromagnetisch veld, en de toevoeging van zuurstof, kan een vonk zorgen voor het opstarten van de verbrandingsreactie met een stabiele vlam. IJzer verbrandt bij een temperatuur van 2000 graden Celsius en wordt daarbij omgezet in ijzeroxide (roest). Naast deze droge methode van verbranding (de 'dry cycle') bestaat er ook een methode om de metaalbrandstof te laten reageren met water (de 'wet cycle'). Daarbij zorgt een temperatuur van 100°C voor een reactie die warmte, metaaloxide en waterstof oplevert. De verbranding van metaalbrandstoffen veroorzaakt geen CO2-uitstoot, wel kunnen er stikstofoxiden ontstaan bij hoge verbrandingstemperaturen. Er bestaan reeds verschillende methoden om dit te voorkomen, zodat alleen niet-schadelijk stikstof wordt uitgestoten.

### Regenereren van metaaloxiden
Het restproduct van de verbranding van metaalbrandstof is metaaloxide. Deze stof kan opnieuw worden opgewerkt tot de oorspronkelijke metaalbrandstof, zodat er een gesloten systeem ontstaat zonder afvalstoffen. Hiervoor is een effectieve methode nodig waarmee na verbranding de metaaloxide-deeltjes verzameld kunnen worden. Door vervolgens waterstof met een hoge temperatuur door de metaaloxide te blazen, wordt de metaaloxide gereduceerd tot het oorspronkelijke metaal en water. Als deze waterstof op een duurzame manier is verkregen, is het hergebruik van metaalbrandstof uitstoot-vrij. De metalen in dit proces zijn nagenoeg oneindig te hergebruiken.
Het regenereren van de metaaloxiden kost energie. Een groot deel van deze energie gaat tijdens dit proces verloren, zodat het gebruik van metaal voor energie inefficiënt lijkt. Wanneer de gebruikte energie echter bestaat uit overschotten van windturbines en zonnepanelen, die anders ongebruikt zouden blijven, is er geen sprake van verspilling. Om die reden worden metaalbrandstoffen vooral als een nuttig opslagmiddel beschouwd.

## Eigenschappen en beschikbaarheid
De energiedichtheid van metaalbrandstoffen is zeer hoog. De volumetrische energiedichtheid van ijzerpoeder is minimaal drie keer hoger dan die van waterstof en sommige metalen presteren zelfs beter dan fossiele brandstoffen. Daarmee hebben metaalbrandstoffen veel potentieel voor mobiele toepassingen, bijvoorbeeld als transportbrandstof. Daarnaast kunnen metaalbrandstoffen zonder bijzondere omstandigheden, zoals hoge druk of lage temperatuur, vervoerd worden.
Enkele metalen die ingezet kunnen worden als metaalbrandstof zijn: ijzer, aluminium, borium, zirkonium en magnesium. IJzer en aluminium behoren tot de meest voorkomende stoffen op aarde en zijn dus ruimschoots beschikbaar. Wel is er energie nodig om de metalen tot de fijne poedervorm te vermalen.

## Toepassingen
Men onderzoekt op welke manieren metaalbrandstoffen fossiele brandstoffen kunnen vervangen. Omdat het gebruik van metaalbrandstoffen op verschillende momenten in de gebruikscyclus energie vraagt in plaats van oplevert, wordt het grootste potentieel van metaalbrandstoffen toegeschreven aan de mogelijkheid om andere duurzame maar fluctuerende energiebronnen, zoals wind en zonlicht, te ondersteunen als opslagmethode. Ook richt veel onderzoek zich op de toepassing van metaalbrandstof als transportbrandstof, vanwege voor die sector gunstige eigenschappen ten opzichte van batterijen.

### Energieopslag
Het aanbod van energie van zonnepanelen en windmolens fluctueert. Vraag en aanbod van energie kunnen ongelijk gaan lopen, waarbij er ofwel overschotten of tekorten ontstaan. Een grote uitdaging bij de implementatie van deze nieuwe energiebronnen is daarom het opslaan van grote hoeveelheden energie voor later gebruik. Metaalbrandstoffen kunnen hierbij een rol spelen, door bij een overschot aan energie gebruikte metaalbrandstoffen (metaaloxiden) op te werken tot opnieuw bruikbare metaalbrandstof, zodat deze bij schaarste kunnen worden verbrand om energie op te wekken. In een dergelijke kringloop worden geen schadelijke broeikasgassen uitgestoten.
De mogelijkheid om metaalbrandstoffen in te passen in de huidige energie-infrastructuur wordt onderzocht, zodat bijvoorbeeld kolencentrales niet hoeven te worden gesloten, maar kunnen overstappen op deze nieuwe brandstof. In Nederland zijn energieproducent Uniper en het aan de Technische Universiteit Eindhoven verbonden Team Solid een samenwerking aangegaan om deze nieuwe invulling van kolencentrales te onderzoeken.

### Transportbrandstof
Als vervanging voor fossiele brandstoffen in de transportsector is er veel aandacht voor lithium-ion batterijen, biobrandstoffen en waterstof, maar metaalbrandstoffen hebben het potentieel om ieder van deze oplossingen te overtreffen. Lithium-ion batterijen bevatten per kilogram veel minder energie dan metaalbrandstof, zodat deze batterijen in veel situaties onpraktisch groot moeten zijn. Waterstof moet onder druk worden vervoerd en er bestaat een explosiegevaar. Bovendien neemt waterstof een veel groter volume per hoeveelheid energie in dan metaalbrandstof. Biobrandstoffen zijn alleen onder de juiste omstandigheden duurzaam. De uitgestoten CO2 moet opnieuw worden opgenomen, er mag geen botsing tussen voedsel en brandstofgebruik optreden en natuurgebieden mogen niet wijken voor energiegewassen. Verder onderzoek moet uitwijzen of het gebruik van metaalbrandstoffen voor vervoersmiddelen ook in de praktijk mogelijk is.

## Proefopstelling
Op 29 oktober 2020 werd de eerste proefinstallatie van 100 kilowatt in bedrijf genomen bij bierbrouwer Bavaria.